# زوماتو

کشورهایی که به زوماتو دسترسی دارند.

زوماتو (به انگلیسی: Zomato) یک سامانه جستجوی و راهنمای رستوران بین‌المللی است که در سال ۲۰۰۸ توسط دیپیندیر گویال (Deepinder Goyal) و پانکای چاداه (Pankaj Chaddah) بنیان نهاده شد. این سامانه هم‌اکنون در ۲۳ کشور دنیا از جمله هند، استرالیا و ایالات متحده فعالیت می‌کند. این سامانه اطلاعات رستوران‌ها نظیر منوی اسکن شده و نیز تصایوری که توسط تیم‌های محلی تهیه شده را به همراه نقد و رتبه‌بندی در اختیار کاربران قرار می‌دهد. افزون بر این، زوماتو خدمات دیگری نظیر پرداخت بدون پول، سفارش آنلاین، رزرو میز و تهیه اپلیکیشن ویژه رستوران‌ها را نیز انجام می‌دهد.